# Carta del progetto
La carta del progetto (in inglese project charter) nella gestione di un progetto è una dichiarazione dell'ambito, degli obiettivi e dei partecipanti di un progetto. Fornisce una delineazione preliminare di ruoli e responsabilità, delinea gli obiettivi chiave del progetto, identifica le principali parti interessate e definisce l'autorità del project manager.
Una carta del progetto dovrebbe:
- Contenere l'essenza del progetto.
- Fornire una visione condivisa del progetto.
- Fungere da contratto tra il finanziatore del progetto, le principali parti interessate e il team di progetto.

La carta del progetto è di solito un breve documento che fa riferimento a documenti più dettagliati come una nuova richiesta di offerta o una richiesta di proposta.
La carta del progetto stabilisce l'autorità assegnata al responsabile del progetto, soprattutto in un ambiente di gestione a matrice. È particolarmente importante quando i project manager non hanno un'autorità diretta sui membri del team di progetto e su altre risorse, ma si assumono la responsabilità della realizzazione del progetto.
Lo scopo della carta del progetto è documentare:
- Ragioni per cui avviare il progetto
- Obiettivi e vincoli del progetto
- Indicazioni relative alla soluzione
- Identità delle principali parti interessate
- Articoli nell'ambito e al di fuori dell'ambito
- Rischi identificati all'inizio (un piano di gestione dei rischi dovrebbe far parte del piano generale di gestione dei progetti)
- Benefici del progetto target
- Autorità di bilancio e di spesa di alto livello

I tre usi principali della carta del progetto sono:
- Per autorizzare il progetto, utilizzando un formato comparabile, i progetti possono essere classificati e autorizzati attraverso il ROI.
- Funge da documento di vendita principale per il progetto: le parti interessate della classifica hanno un riepilogo di 1-2 pagine da distribuire, presentare e tenere a portata di mano per evitare altri progetti o operazioni eseguite sulle risorse del progetto.
- Serve come punto focale durante tutto il progetto. Ad esempio, è una linea di base che può essere utilizzata nelle riunioni del team e nelle riunioni di controllo delle modifiche per facilitare la gestione dell'ambito.

Per un grande progetto in più fasi, la carta può essere creata per ogni singola fase. Per esempio, ci può essere una carta iniziale durante la fase di scope and seek di un progetto, seguita da una carta di pianificazione e una carta di esecuzione durante la fase di costruzione del progetto.
Gli input per sviluppare una carta possono essere:
- Contesto del progetto
- Business case
- Accordi
- Ipotesi chiave
- Standard aziendali, standard di settore, regolamenti e norme
- Processo organizzativo, risorse e modelli

Di solito è il project manager a prendere l'iniziativa nella stesura della carta. Il project manager impiegherà la sua competenza ed esperienza per sviluppare la carta. Il project manager lavorerà con le principali parti interessate (clienti e sponsor commerciali), il PMO, gli esperti in materia all'interno e all'esterno dell'organizzazione, altre unità all'interno dell'organizzazione e può anche lavorare con gruppi industriali o enti professionali per sviluppare la carta. Il project manager impiegherà tecniche di facilitazione come il brainstorming, la risoluzione dei problemi, la risoluzione dei conflitti, gli incontri, e la gestione delle aspettative per definire la carta.
La carta, una volta firmata, darà al responsabile del progetto l'autorità di dare ufficialmente il via libera all'esecuzione del progetto e di utilizzare i fondi e le risorse organizzative per il successo del progetto.